# Martin Jones (Pianist)
Martin Jones (* 4. Februar 1940 in Witney) ist ein englischer Pianist.
Jones studierte an der Royal Academy of Music bei Guido Agosti, Guy Jonson und Gordon Green. 1968 gab er seine Debütkonzerte in der Queen Elizabeth Hall in London und der Carnegie Hall in New York. Von 1971 bis 1988 war er Pianist in Residence an der Cardiff University.
Als Konzertpianist trat er in Großbritannien, den USA und Kanada auf. Er führte Dmitri Schostakowitschs Erstes Klavierkonzert mit dem London Festival Orchestra in Mittel- und Südamerika auf, spielte Sergei Rachmaninows Paganini-Rhapsodie und George Gershwins Rhapsody in Blue mit dem Hallé Orchestra und Arnold Schönbergs Klavierkonzert mit dem Adelaide Symphony Orchestra.
Zu seinem Repertoire zählen auch Werke wie das Klavierkonzert von Ferruccio Busoni, das er mit dem BBC Symphony Orchestra unter Norman Del Mar aufführte, Xaver Scharwenkas Erstes Klavierkonzert und Kompositionen englischer Komponisten wie Benjamin Britten, William Mathias, John McCabe und Constant Lambert. Er spielte die Erstaufführung der revidierten Fassung von Alun Hoddinotts drittem Klavierkonzert bei den Proms 1974 und nahm dessen zweites Klavierkonzert mit dem Royal Philharmonic Orchestra unter Andrew Davis bei Decca Records auf.
Seit 1988 widmete sich Jones verstärkt der Aufnahme. Es entstanden Einspielungen des Gesamtwerkes für Klavier solo von Felix Mendelssohn Bartholdy, Johannes Brahms, Claude Debussy, Percy Grainger, Karol Szymanowski, Erich Wolfgang Korngold, Frederic Mompou, Carlos Guastavino, Enrique Granados und Igor Strawinski, zudem u. a. die Klaviersonaten Hoddinotts, Sonaten von Carl Czerny und Auswahlalben spanischer Meister. Für den Soundtrack des Films Wiedersehen in Howards End spielte er Percy Grangers Bridal Lullaby und Mock Morris.